# Tanjung Siporkis
Tanjung Siporkis is een bestuurslaag in het regentschap Deli Serdang van de provincie Noord-Sumatra, Indonesië. Tanjung Siporkis telt 1041 inwoners (volkstelling 2010).